# Epicauta singularis
Epicauta singularis är en skalbaggsart som beskrevs av Champion 1892. Epicauta singularis ingår i släktet Epicauta och familjen oljebaggar. Inga underarter finns listade i Catalogue of Life.